# NGC 4151
NGC 4151 је спирална галаксија у сазвежђу Ловачки пси која се налази на NGC листи објеката дубоког неба.
Деклинација објекта је + 39° 24' 24" а ректасцензија 12h 10m 32,3s. Привидна величина (магнитуда) објекта NGC 4151 износи 10,3 а фотографска магнитуда 11,1. Налази се на удаљености од 20,3000 милиона парсека од Сунца. NGC 4151 је још познат и под ознакама UGC 7166, MCG 7-25-44, CGCG 215-45, KUG 1208+396A, KCPG 324B, PGC 38739.